# Fuculoză
Fuculoza este o dezoxi-monozaharidă de tip cetoză (mai exact o cetohexoză) și are formula moleculară C6H12O5. Este implicată în procesul de metabolizare al zaharidelor.